# Appi Deigorongo
Appi Deigorongo (* 1917; † unbekannt) war ein nauruischer Politiker und Mitglied im Lokalen Regierungsrat.

## Werdegang
Zwischen Dezember 1951 und Dezember 1955 gehörte Deigorongo dem Lokalen Regierungsrat der ersten Legislaturperiode an und vertrat dabei den Wahlkreis Boe. Bei der ersten Parlamentswahl in der Geschichte des Landes war Deigorongo in seinem Wahlkreis ohne Gegenkandidaten geblieben, weil Hammer DeRoburt aufgrund eines Fehlers bei der Nominierung nicht zur Wahl zugelassen wurde.
Deigorongo war der Sohn von Deigorongo Apwodi (1898–1972) und Eigamaroa (Degamaroa). Er war verheiratet mit Augusta Grundler (1916–1983) und hatte mit ihr zwei Söhne: Christian Eobab Amwe (1935–1935) und Washington Wilhelm (1936–1984). Deigorongo lebte zuletzt im Distrikt Boe.